# Tusionita
La tusionita es un mineral de la clase de los minerales boratos. Fue descubierta en 1983 en el valle del río Tusion en la cordillera del Pamir en Tayikistán, siendo nombrada así por esta localización. Un sinónimo es su clave: IMA1982-090.

## Características químicas
Es un borato anhidro de manganeso y de estaño, con estructura de monoborato.

## Formación y yacimientos
Aparece en la última etapa hidrotermal, como un mineral raro en rocas pegmatitas de tipo granito, típicamente en cavidades microlíticas.
Suele encontrarse asociado a otros minerales como: tetrawickmanita, hambergita, danburita, turmalina, ortoclasa, albita, cuarzo, hellandita, boromoscovita o casiterita.